# Henri Rabaud
Henri Rabaud (París, 10 de noviembre de 1873 - París, 11 de septiembre de 1949) fue un compositor y director de orquesta francés.
Hijo de un chelista y una cantante, Rabaud estudió con Jules Massenet en el Conservatorio de París, donde sucedió a Gabriel Fauré como director en 1920. 
Conservador como compositor, se hizo conocido por su lema "el modernismo es el enemigo". También fue un activo director. Dirigió la orquesta de la Ópera por diez años y llegó a ser director titular de la Orquesta Sinfónica de Boston.

## Obras
La opéra comique de Rabaud Mârouf, savetier du Caire (Mâruf, zapatero de El Cairo) combina lo wagneriano y lo exótico. Escribió otras óperas, como L’Appel de la Mer basado en Riders to the Sea de Synge, además de música incidental y música de cine, tales como la partitura de 1925 para Joueur d'échecs (Ajedrecistas). Han sido totalmente olvidadas. 
Entre sus obras orquestales hay un Divertissement sobre canciones rusas y Égloga, poema virgiliano para orquesta, además del poema sinfónico Procession nocturne (que aún es ocasionalmente interpretado y grabado).
Entre su música de cámara hay un Solo de concours para clarinete y piano, una obra virtuosa pensada para ser interpretada en concursos.
| Predecesor: Karl Muck | Directores Musicales, Orquesta Sinfónica de Boston 1918–1919 | Sucesor: Pierre Monteux |

- Datos: Q503861
- Multimedia: Henri Rabaud / Q503861